# Les Branquignols
Les Branquignols sont une troupe de comédiens créée par Robert Dhéry et Colette Brosset et active depuis les années 1940, jusqu'aux années 1970. Cette dénomination provient d'un néologisme semi-argotique combinant le terme « branque » signifiant insensé et le terme « guignol » désignant un personnage amusant voire ridicule.
La plupart des membres de la troupe sont à la fois comédiens, musiciens et chansonniers : on y compte notamment Louis de Funès, Jean Lefebvre, Jean Carmet, Jacqueline Maillan, Michel Serrault, Micheline Dax, Christian Duvaleix, Pierre Olaf, Jacques Legras, Robert Rollis, Roger Caccia, Pierre Tornade, Annette Poivre, Mario David, etc.
Certains des spectacles des Branquignols sont adaptés au cinéma, dans des films souvent réalisés par Robert Dhéry.

## Membres de la troupe

La troupe de Branquignols
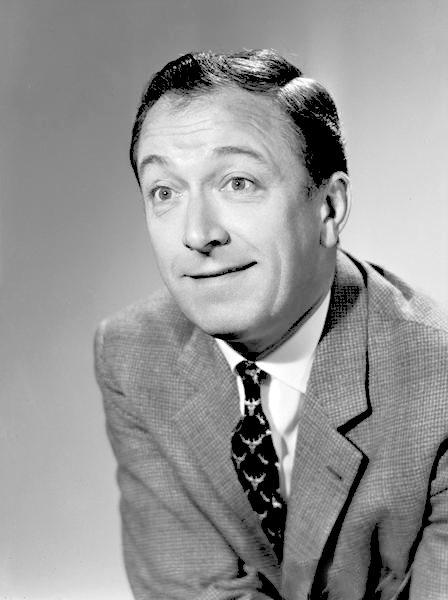
Robert Dhéry, (fondateur et metteur en scène)
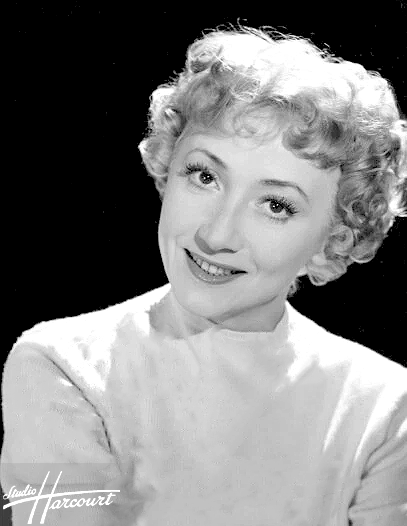
Colette Brosset, (fondatrice)
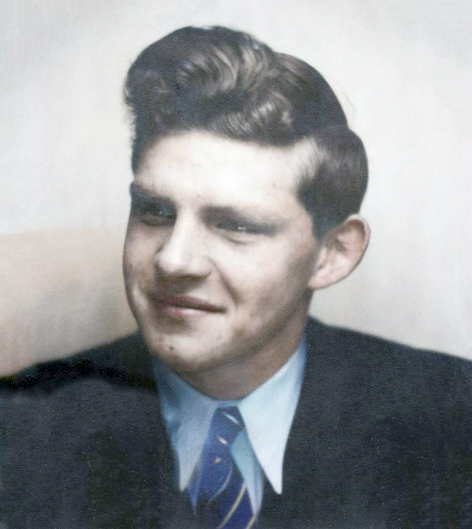
Gérard Calvi, (signe la musique)
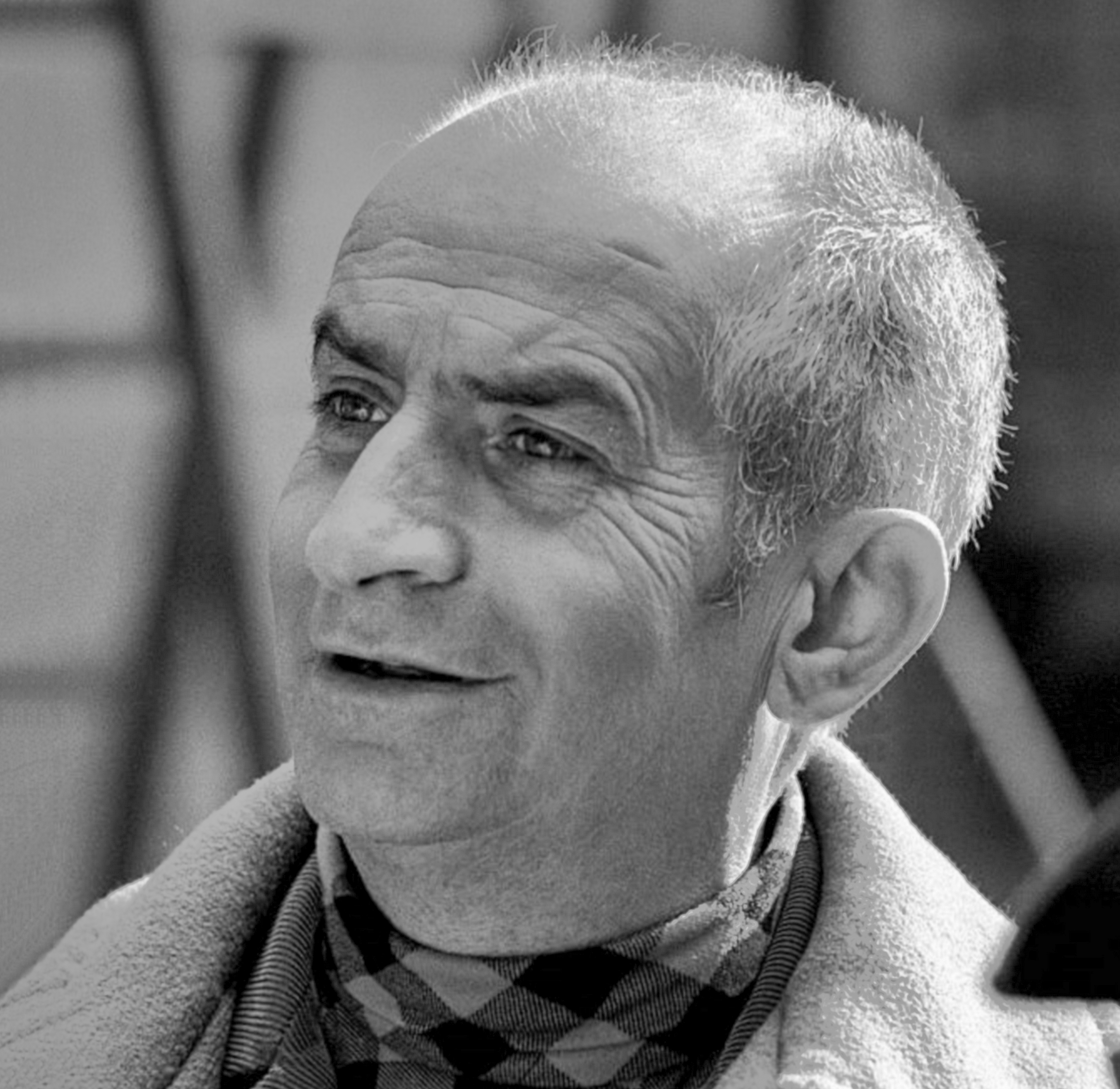
Louis de Funès
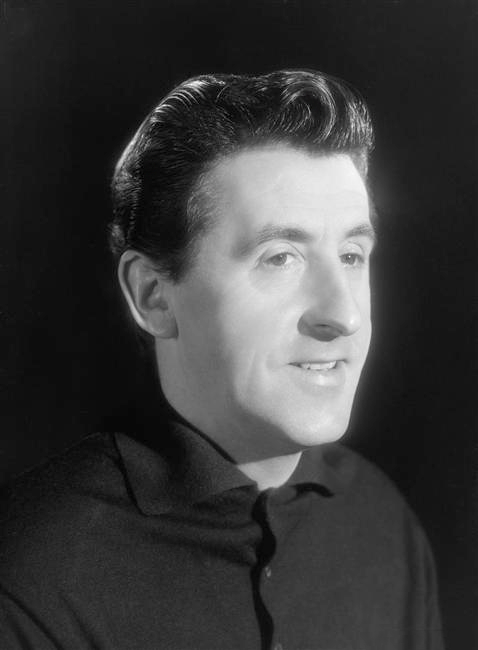
Jean Lefebvre
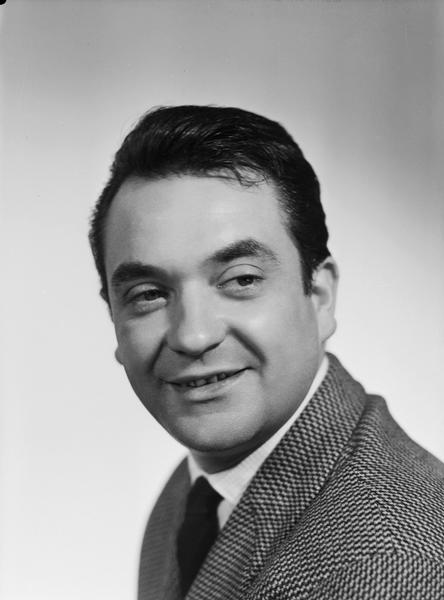
Jean Carmet
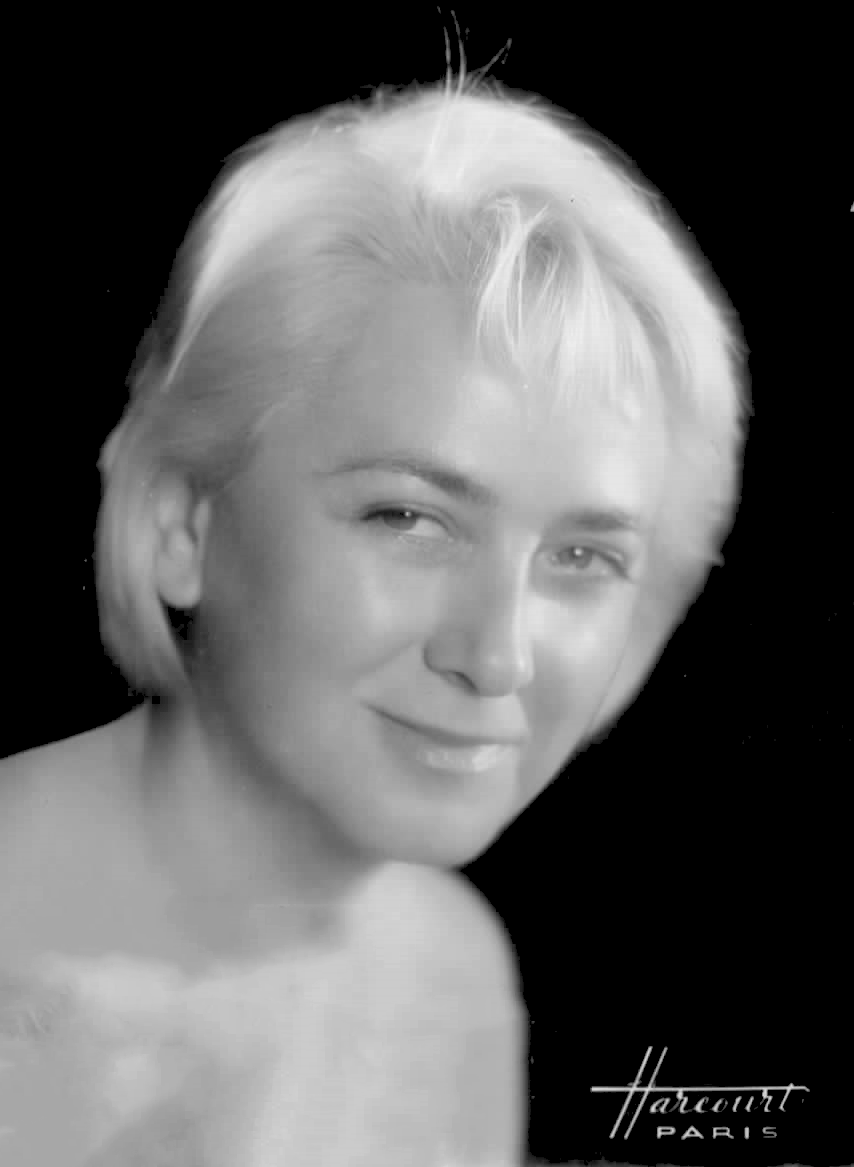
Jacqueline Maillan
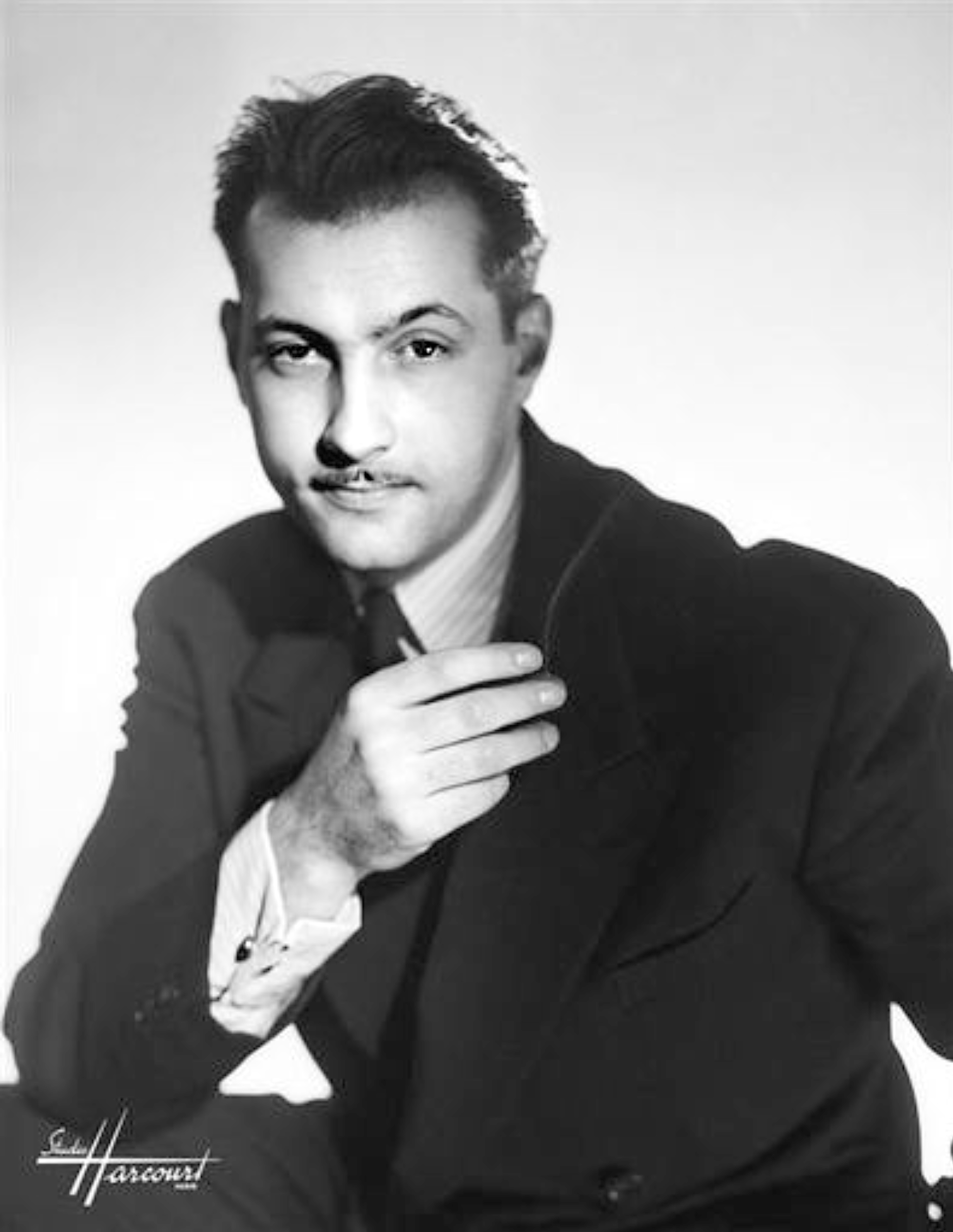
Michel Serrault
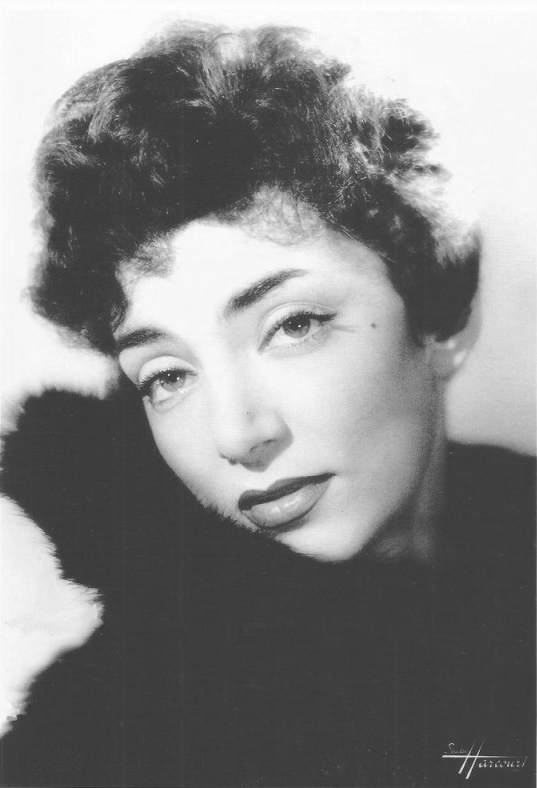
Micheline Dax
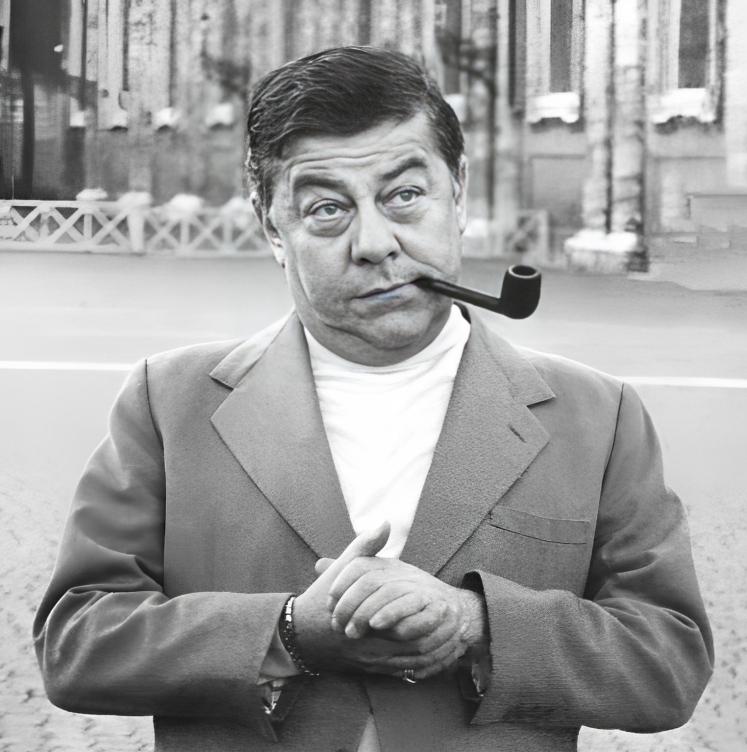
Francis Blanche
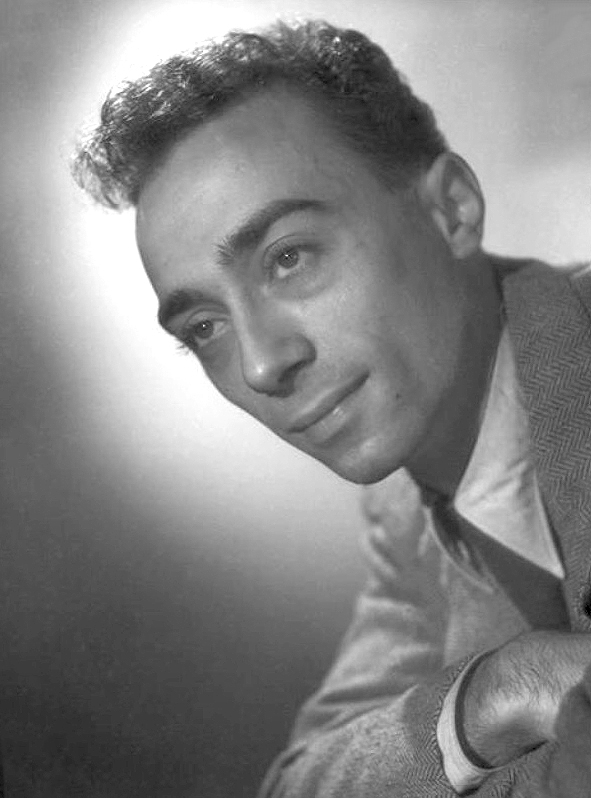
Christian Duvaleix
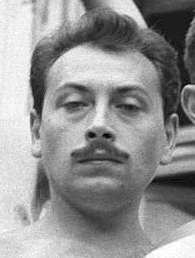
Jacques Legras
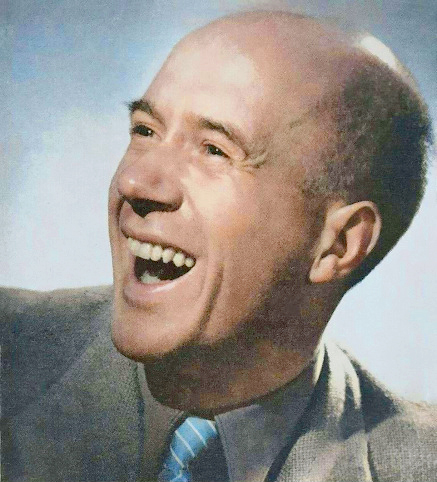
Roger Caccia
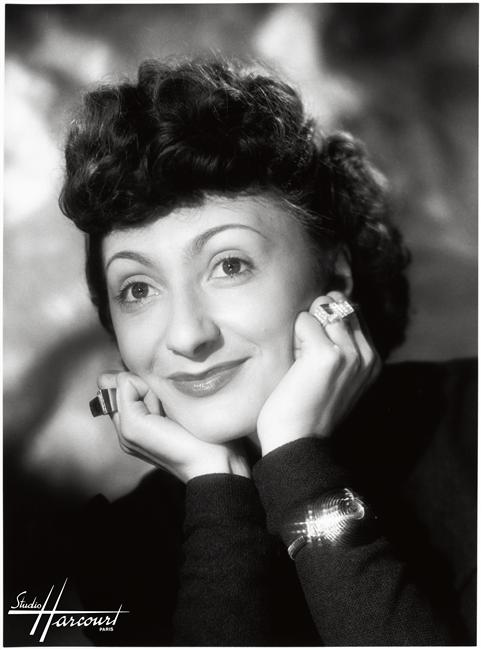
Annette Poivre
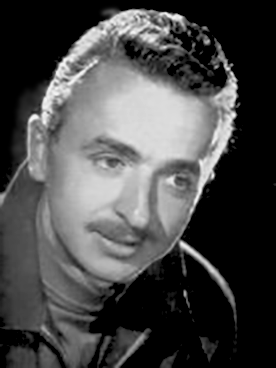
Robert Rollis
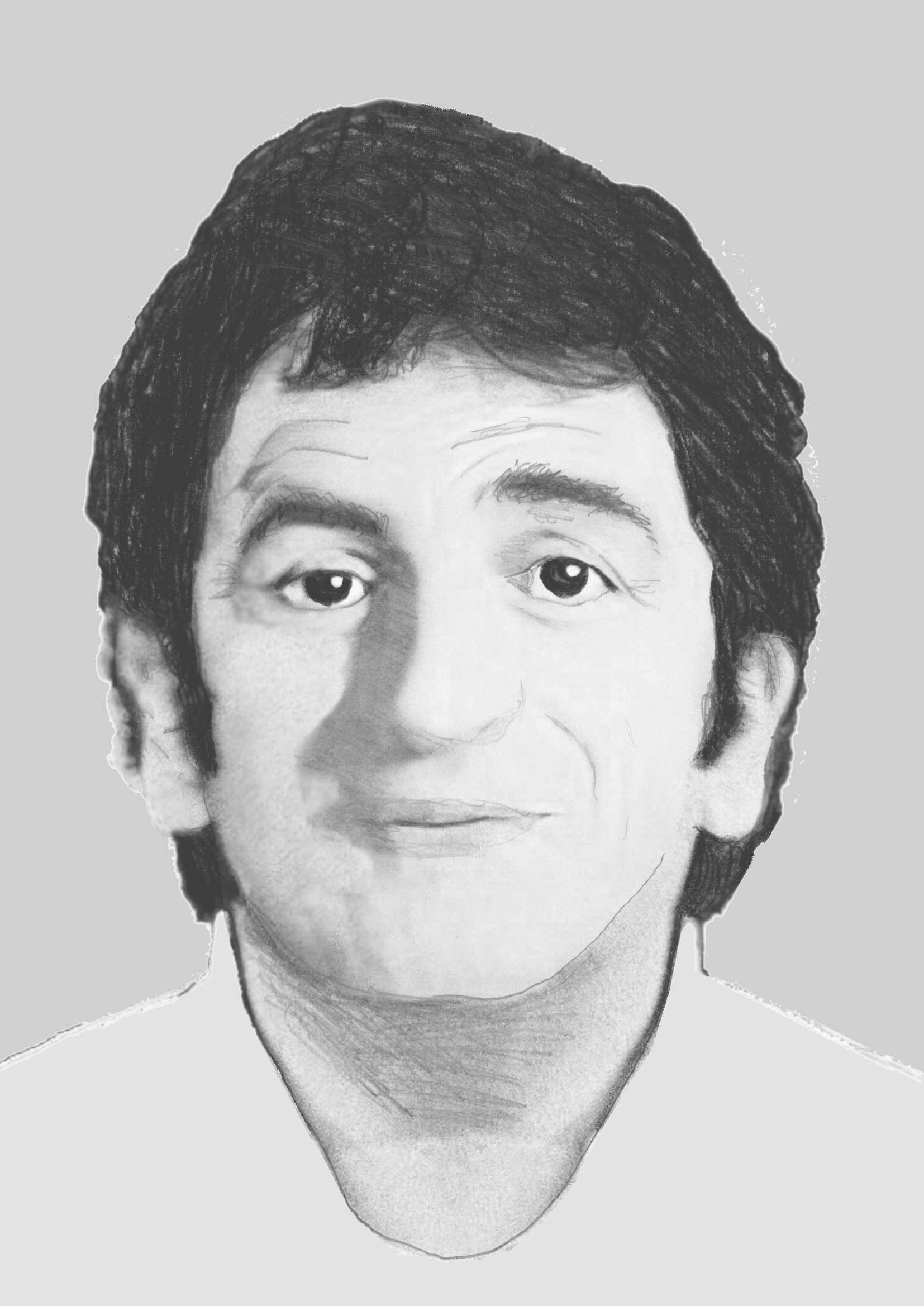
Mario David
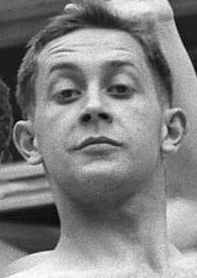
Pierre Olaf
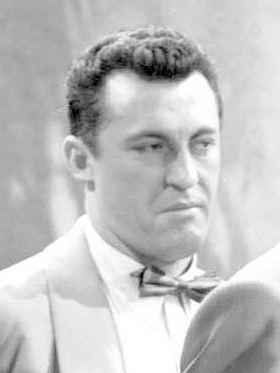
Jacques Ary
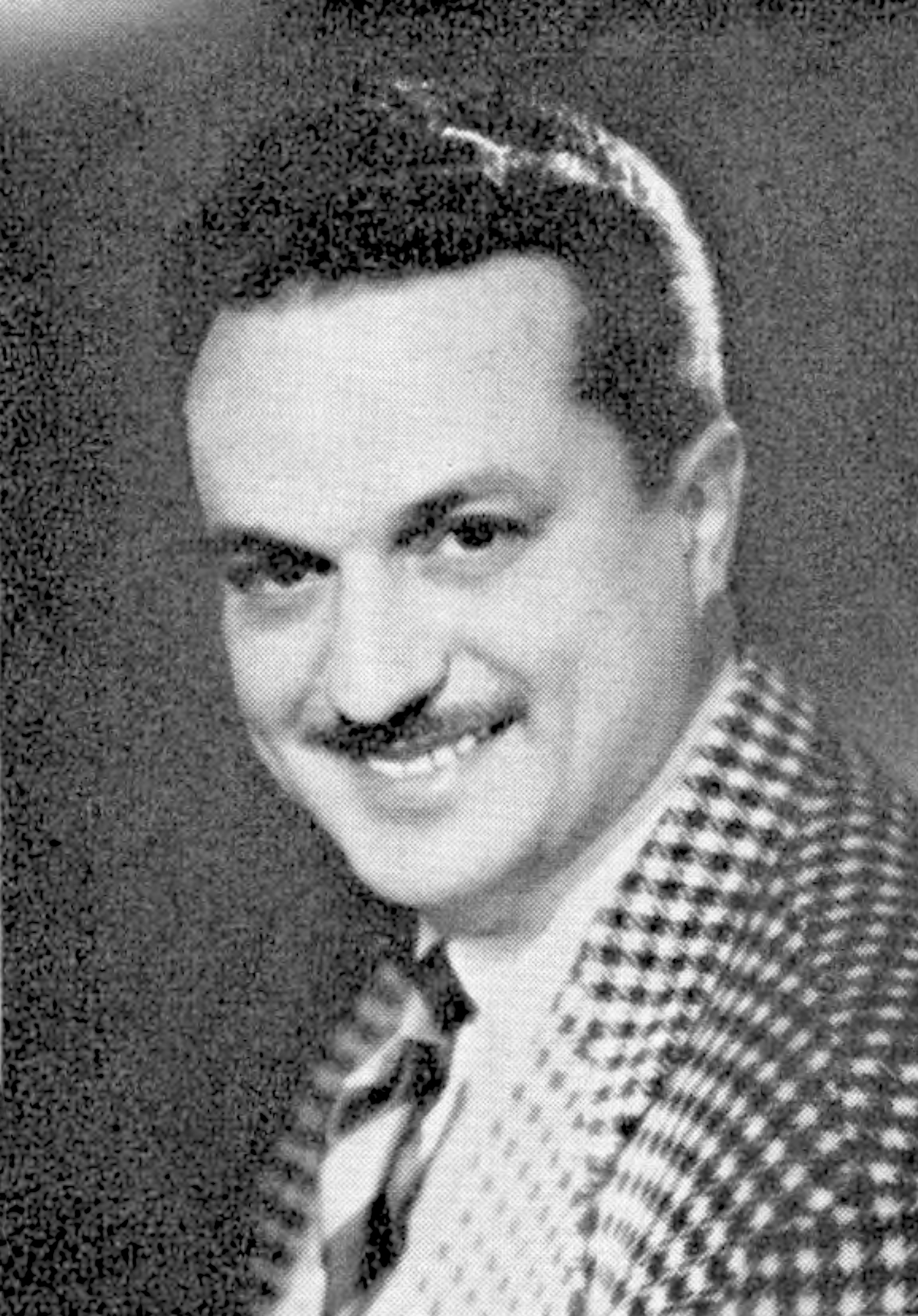
Robert Destain
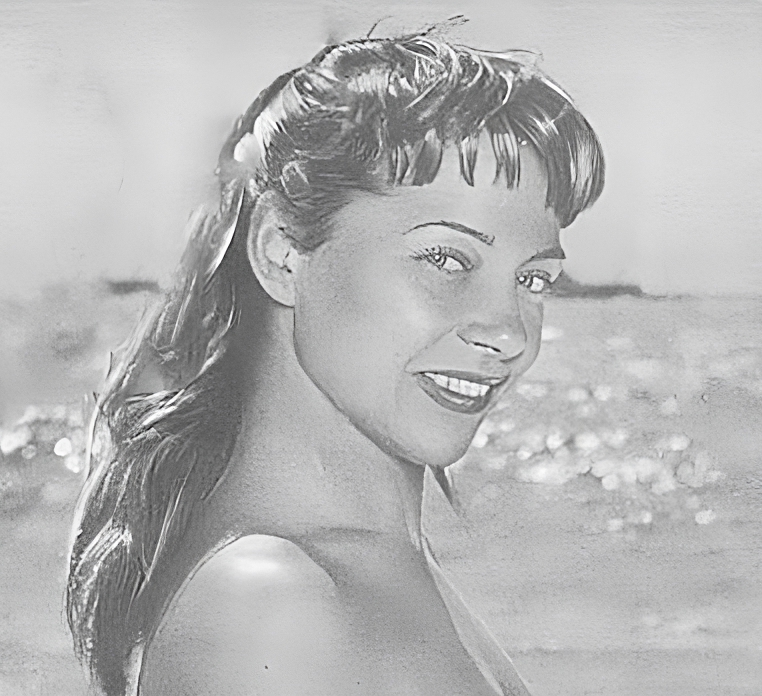
Rosine Luguet

Pour son premier spectacle donné en 1948, la troupe se compose de :
- Robert Dhéry, fondateur ;
- Colette Brosset, son épouse ;
- Gérard Calvi, pour la musique, qu'il a connu au Conservatoire de Paris ;
- Rosine Luguet, dont il a remarqué le numéro de funambule donné au Gala des artistes ;
- Pierrette Rossi, fille de Tino Rossi ;
- Francis Blanche ;
- Jean Carmet ;
- Christian Duvaleix ;
- Micheline Dax ;
- Jacques Ary ;
- Roger Saget ;
- Robert Destain ;
- Jacques Emmanuel ;
- Willy Lockwood jouant de la contrebasse.

Durant les années suivantes, rejoindront également la troupe : Jacques Legras, Roger Caccia, Guy Piérauld, Mario David, Pierre Olaf, Jean Richard, Michel Serrault et sa femme Juanita Saint-Peyron.

## Historique

### Naissance des Branquignols
Une partie des membres des Branquignols font connaissance dès 1941 au Conservatoire d'Art dramatique de la rue de Madrid où s'est inscrit Robert Dhéry.
Initialement la troupe est intitulée « Les Gaufrettes ». Lors de la préparation de leur revue, le père de Colette Brosset, surnommé « Bouboute », dit à son gendre : « Ne vous en faites pas. Ca ira ! Vous allez tous jouer comme des branquignols ! ». Ce terme plut aussitôt à Robert Dhéry et Colette Brosset, lesquels décidèrent de rebaptiser le nom de leur troupe.
Le nom de la troupe reprend donc à son compte le vocable « branquignols », qui désigne à la fois des personnes excentriques (des « branques » en bordelais, des guignols), se mettant dans des situations tragi-comiques ou se plaisant à les provoquer mais aussi certains individus qui n'inspirent pas confiance, soit par manque de sérieux, soit par manque d'intelligence.
La générale du spectacle Branquignols se tient le 28 avril 1948 au Théâtre La Bruyère, dirigé par Georges Herbert. Elle remporte un grand succès critique et populaire, assurant celui des représentations suivantes, soit plus de mille. Au fil des années ce succès engendre trois nouveaux spectacles : Dugudu (1951), Les Belles Bacchantes et Jupon vole. 

### Premiers succès
Leurs spectacles connaissent un certain parfum de scandale car ils comportent systématiquement de jolies filles dévêtues, ce qui est osé pour l'époque. Le caractère souvent abstrait voire absurde qualifié de « Nonsense » britannique, devient particulièrement apprécié dans l'immédiate après-guerre. La musique enjouée signée par Gérard Calvi joue un rôle significatif dans les spectacles, offrant la matière à de nombreux gags.
La plupart de leurs pièces connaissent de très multiples représentations, notamment la célèbre Ah ! les Belles Bacchantes qui est jouée 883 fois puis reprise au cinéma.

### Triomphe international
En 1955, après sept années de succès parisien, la troupe connaît la réussite pendant deux ans en Angleterre, où le spectacle réunissant ses meilleurs sketches, est intitulé La Plume de ma tante. La comédie musicale rencontre un nouveau succès aux États-Unis à Broadway durant trois années consécutives, époque où Jean Lefebvre rejoint la troupe. En 1959, ce spectacle remporte le trophée spécial de la meilleure comédie musicale, Special Tony Award.

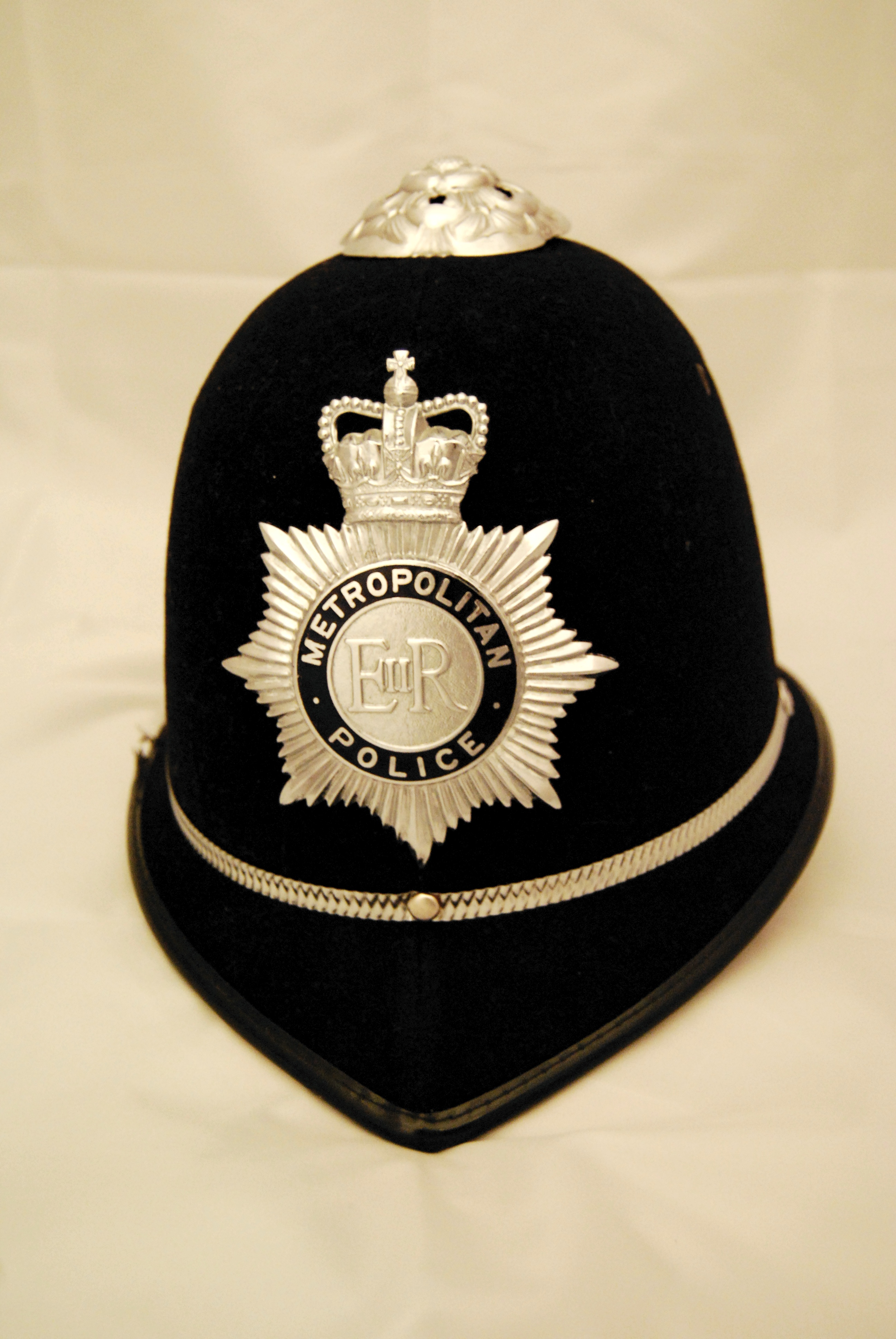
Dans Allez France ! (1964), Dhéry revêt l'uniforme de policier londonien.

Après La Grosse Valse, Robert Dhéry propose une nouvelle idée de scénario de film à Pierre Tchernia, se déroulant en Angleterre,. Tchernia valide d'emblée le projet, contextualisant a posteriori « Les Branquignols viennent de passer trois ans loin de Londres. Robert sera heureux d’y revenir. Il sait qu’avec la bizarrerie qui règne dans ce pays si proche et si lointain il y a de quoi faire un film »,. Le film raconte la venue à Londres d'une bande de supporters pour un match de rugby France-Angleterre au stade de Twickenham,. L'un deux, Henri, campé par Dhéry, fait ce voyage la veille de son mariage, et se casse une dent ; chez le dentiste, rendu muet par les soins, il finit par enfiler innocemment un uniforme de « bobby » puis baguenaude dans le Swinging London. Le film réunit une bonne partie de la troupe — tels Jean Lefebvre, Jean Carmet, Bernard Lajarrige, Robert Burnier, Robert Destain, Robert Rollis en supporters franchouillards — ainsi que les comédiens anglophones des excursions théâtrales britanniques et américaines. Dhéry et Brosset se font remplacer dans La Grosse Valse pour se consacrer au film. Une partie du tournage à Londres se fait sans autorisation, avec une deuxième équipe faisant diversion auprès des forces de l'ordre.
Allez France !, sorti en octobre 1964, est un bon succès avec 2 612 535 entrées, toutefois relativement décevant au regard du score de La Belle Américaine. Le film connaît ensuite de médiocres rediffusions télévisées, gâchées par l'absence de couleur et un doublage allant contre la volonté des auteurs, Dhéry expliquant : « Notre seul regret est de le voir repris par la télévision, en version doublée et en noir et blanc. Ce film est entièrement basé sur l’incompréhension de langue entre ces Français venus pour la première fois à Twickenham, et les Anglais. Avoir traduit les répliques anglaises en français est une absurdité ! Nous avions volontairement fait parler chacun dans sa propre langue et le dialogue restait parfaitement clair. La couleur est également très importante. Nous étions frappés, lorsque nous vivions à Londres, par les couleurs de l’Angleterre : les uniformes rouge et noir des horse-guards, les gazons verts, les fleurs multicolores, les autobus rouges, le ciel gris, les portiers d’hôtel galonnés d’or sont autant de notes essentielles à la vraie compréhension de ce pays. Dans notre film, nous avions très bien réussi à restituer cette ambiance ».
En 1965, La Plume de ma tante est adapté pour le public français, sur des paroles de Francis Blanche, et représenté à Paris avec succès au théâtre des Variétés,. Un disque de cette version française est pressé par Vogue. La même année, Jean L'Hôte, également écrivain et ancien co-scéanariste de Jacques Tati, fait appel à ses comparses des Branquignols pour sa première réalisation de cinéma. La Communale adapte son roman du même nom, inspiré de son histoire familiale, avec Dhéry et Brosset en couple d'instituteurs et quelques autres membres de la troupe. La critique est mitigée. Le film enregistre 456 879 entrées.

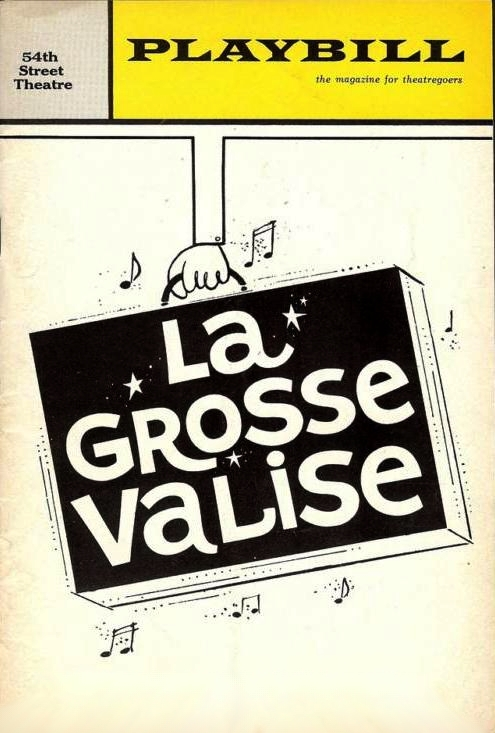
Programme de la version américaine de La Grosse Valse, jouée brièvement au 54th Street Theater, sur Broadway, en 1965.

Une version américaine de La Grosse Valse est lancée, dans le sillon du triomphe de La Plume de ma tante dix ans auparavant, avec l'essentiel de la troupe française,. Louis de Funès refuse néanmoins de jouer aux États-Unis, craignant que l'anglais bride son jeu. Il est remplacé par le comique britannique Ronald Fraser, qui livre une bonne prestation,. Cette adaptation, jouée à partir de décembre 1965, essuie de mauvaises critiques,. La presse regrette notamment que Brosset et Dhéry aient laissé leurs rôles à des Anglais. Selon Roger Lumont, « ils se sont plantés aux États Unis car […] les Américains attendaient la version made in France avec les prononciations et l'accent à la française ». Les producteurs anticipaient au moins six mois de représentations, sachant que les Branquignols avaient su tenir des années avec leur précédent spectacle,. Le spectacle — titré La Grosse Valise — quitte l'affiche à Broadway au bout de seulement cinq jours. À l'opposé, l'adaptation suédoise avec Martin Ljung (en) en douanier connaît un succès durable à Stockholm.

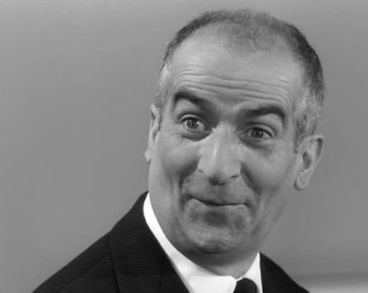
Devenu tête d'affiche, Louis de Funès revient auprès des Branquignols pour Le Petit Baigneur, non sans heurts.

Entretemps, Louis de Funès est de son côté devenu le comique français le plus populaire, caracolant en tête du box-office depuis 1964,. Robert Dhéry s'associe avec le producteur Robert Dorfmann, derrière Le Corniaud et La Grande Vadrouille, pour monter un film mettant en valeur la nouvelle vedette entourée de ses camarades des Branquignols. Le Petit Baigneur raconte les mésaventures d'un directeur de chantier naval acariâtre, qui licencie l'un de ses ingénieurs avant d'apprendre que sa dernière création — un petit voilier baptisé Petit Baigneur — va se vendre comme des petits pains : il va dès lors toute faire pour le réembaucher, alors que celui-ci ne sait pas encore la valeur de son invention,. Louis de Funès incarne le patron, dans l'esprit de ses rôles habituels, et Dhéry s'attribue celui de l'innocent et gaffeur ingénieur,. De la troupe, on retrouve aussi Colette Brosset, Pierre Tornade, Robert Rollis, Jacques Legras, Roger Caccia ou encore Gérard Calvi, accompagnés d'un fidèle funésien, Michel Galabru,. Dhéry, Brosset, Tornade et Legras forment une mémorable fratrie de rouquins. Comme à l'accoutumée, Dhéry ouvre largement le peaufinage du scénario aux amis et collègues, Pierre Tchernia, Michel Modo, Jean Carmet, le monteur Albert Jurgenson et l'assistant-réalisateur Claude Clément.
Le film est tourné de septembre à décembre 1967 à travers tout le pays. Grâce à l'énorme budget permis par le potentiel commercial de la tête d'affiche, Dhéry atteint la démesure de son délire et multiplie les gags extravagants et spectaculaires ; les prises de vues réclament ainsi une organisation délicate. Il n'avait jusque là disposé au cinéma que de moyens limités. Une mésentente s'installe vite entre Dhéry et de Funès,. Le comédien, encore perturbé par le tournage houleux de l'adaptation d'Oscar, n'accepte pas la trop grande place accordée aux autres personnages, alors que le film et son budget n'existent que par son nom seul ; il devient ingérable et colérique. Bien qu'il imaginait un film choral, Dhéry reconnait là l'angoisse du perfectionniste et se soumet à son jugement et ses recommandations. Malgré sa bile, l'acteur-vedette fait preuve d'énerge, d'inventivité, improvise avec son partenaire réalisateur et retrouve par moments des fous rires complices avec lui.
Une fois le tournage passé, l'amitié entre Louis de Funès et Robert Dhéry renaît comme avant. À sa sortie en mars 1968, Le Petit Baigneur reçoit de bonnes critiques, saluant la profusion de gags en tous genres et l'intégration réussie de la tête d'affiche à un collectif — pourtant la difficulté majeure du tournage. Le film rassemble 5 542 755 spectateurs en France, dans la lignée des résultats commerciaux colossaux de l'acteur-vedette,. Il s'agit du film le plus vu dans les salles françaises durant l'année 1968,. C'est également un triomphe international avec 21,7 millions d'entrées en Union soviétique, près de deux millions en Allemagne de l'Ouest et 1,5 millions en Espagne. Le Petit Baigneur demeure le plus grand succès cinématographique de Dhéry,.

### Dernières années et postérité
À la fin de la décennie 1960, Robert Dhéry met de côté quelques années l'écriture et la mise en scène, se laissant diriger par d'autres au théâtre et au cinéma. Il revient avec sa troupe sur la scène du théâtre des Variétés à partir d'avril 1971 pour le spectacle Vos gueules, les mouettes !, conçu avec Gérard Calvi et Françoise Dorin. Le cadre et le titre lui sont venus lors de la recherche de décors pour Le Petit Baigneur : « je suis parti en repérages, en quête d'un phare, et je me suis aperçu que c'était absolument intenable, inécoutable le bruit des mouettes, en haut. Les gardiens de phare ne s'en rendent pas comptent, eux, mais nous, ça nous frappe ! Et j'ai pensé à « Vos gueules, les mouettes ! », quelque-chose d'un peu agressif… ». Il pense en faire un film avant de s'orienter à nouveau vers la comédie musicale. 
Le spectacle Vos gueules, les mouettes ! a lieu sur une île bretonne, où des incidents conjugaux obligent le gardien de phare à braquer la lumière sur sa propre maison en permanence, causant des désagréments pour toute l'île et ses alentours. La comédie musicale mise sur un décor à transformations grandiose, reconstituant l'île toute entière sur la scène, avec différents sous-décors (l'intérieur d’une maison, le phare, la cabine d’un bateau, etc.), réclamant, comme toujours chez Dhéry, un logistique complexe. Le spectacle est un triomphe, joué pendant deux ans. Également, en 1972, désireux de faire connaître les Branquignols aux jeunes générations, Robert Dhéry décide de remonter la première revue au théâtre, un peu différente de celle de 1948, avec quelques nouveaux sketches, encore au théâtre La Bruyère. Cette anthologie permet de marquer en 1973 le 25e anniversaire de la création des Branquignols.

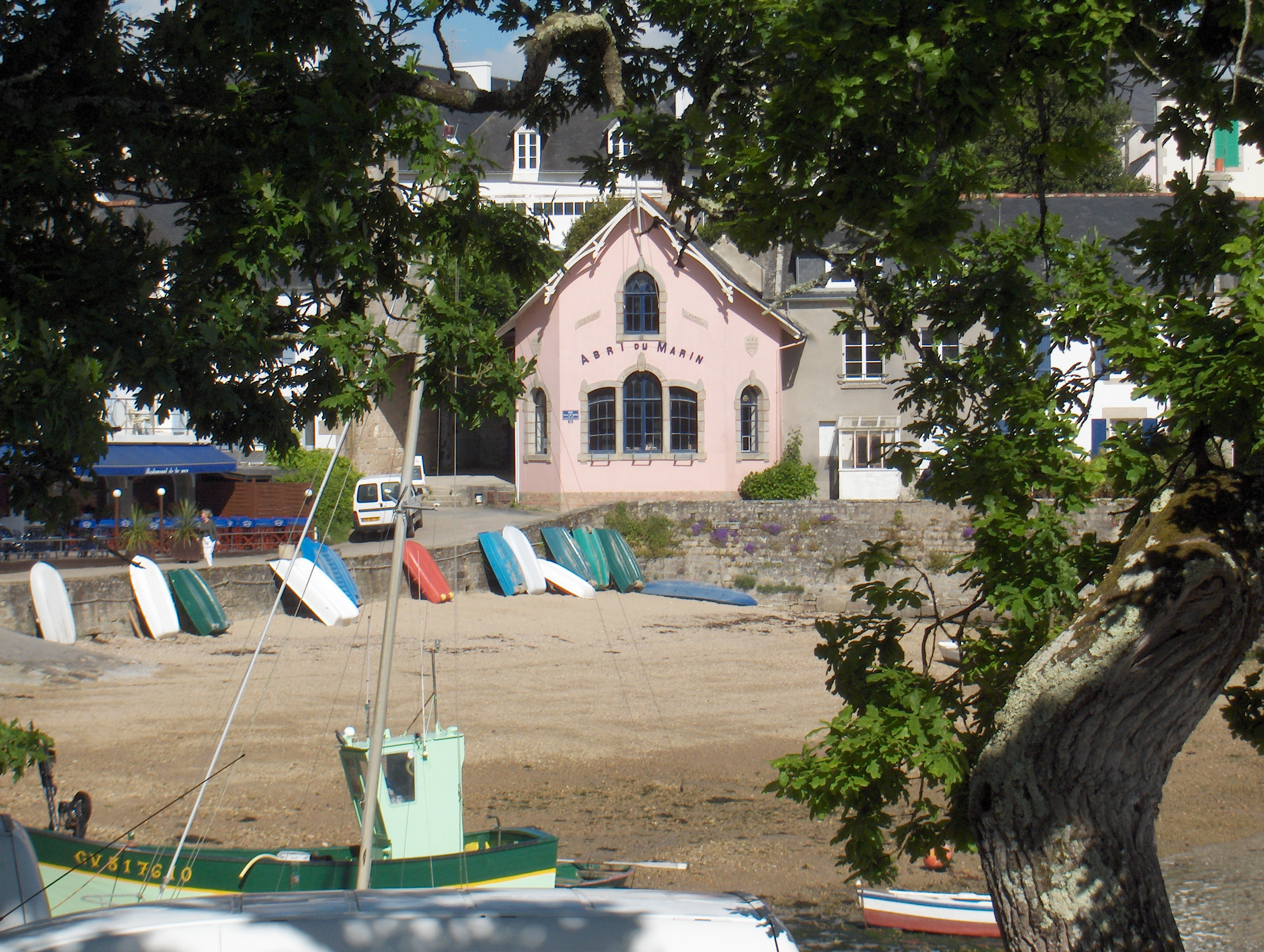
L'abri du marin de Sainte-Marine, à Combrit, l'un des lieux de tournage de Vos gueules, les mouettes ! en Bretagne.

Une adaptation libre pour le cinéma de Vos gueules, les mouettes ! est ensuite lancée, grâce à Colette Brosset qui remanie l'intrigue pour s'éloigner de la pièce. Dhéry reconnaît que, sans son intervention, « je ne l'aurais pas fait. Il ne faut pas faire de théâtre filmé. Je me suis déjà fait avoir deux ou trois fois, et je ne veux plus ». La nouvelle histoire tourne autour d'un propriétaire de bazar, enthousiasmé par un concours de court-métrage amateur organisé par l'ORTF, se mettant à filmer la vie de son petit village breton. Le héros est incarné par Pierre Mondy, tout juste auréolé du succès colossal de Mais où est donc passée la septième compagnie ?. Le film ne conserve que quelques scènes de la pièce, et ne parvient pas vraiment à en retranscrire la folie, comme le film Ah ! Les belles bacchantes en son temps. À sa sortie en salles en octobre 1974, Vos gueules, les mouettes ! subit un demi-succès, ne réunissant que 1 045 135 spectateurs. La critique est mitigée. L'échec essuyé par le film est à l'opposé du succès qu'avait connu la comédie musicale.
En 1975, la troupe reprend à nouveau le spectacle Les Branquignols dans le même théâtre des débuts, en 1948, toujours sur une musique de Gérard Calvi, avec Pierre Olaf, Micheline Dax, Jacques Legras, Maurice Ducasse, Colette Brosset, Sophie Destaing, Pierre Tornade, Christian Duvaleix et Isabelle Duby. Pour le réveillon du 31 décembre 1975, Antenne 2 diffuse à partir de 20 h 30 une captation filmée par François Chatel dans le même théâtre où la troupe fit ses débuts,.
En mars 1977, le producteur Christian Fechner, qui a relancé Louis de Funès l'année précédente avec L'Aile ou la Cuisse, annonce de nouvelles retrouvailles entre sa vedette et ses anciens comparses des Branquignols,. Cette nouvelle réalisation de Dhéry, Une pie dans l'poirier, est prévue pour 1978, dix ans après Le Petit Baigneur,,. Il coécrit le scénario avec Pierre Tchernia. Louis de Funès doit incarner un moine souffre-douleur mais l'acteur refuse finalement le scénario, pas assez abouti à son goût, causant la fin du projet.

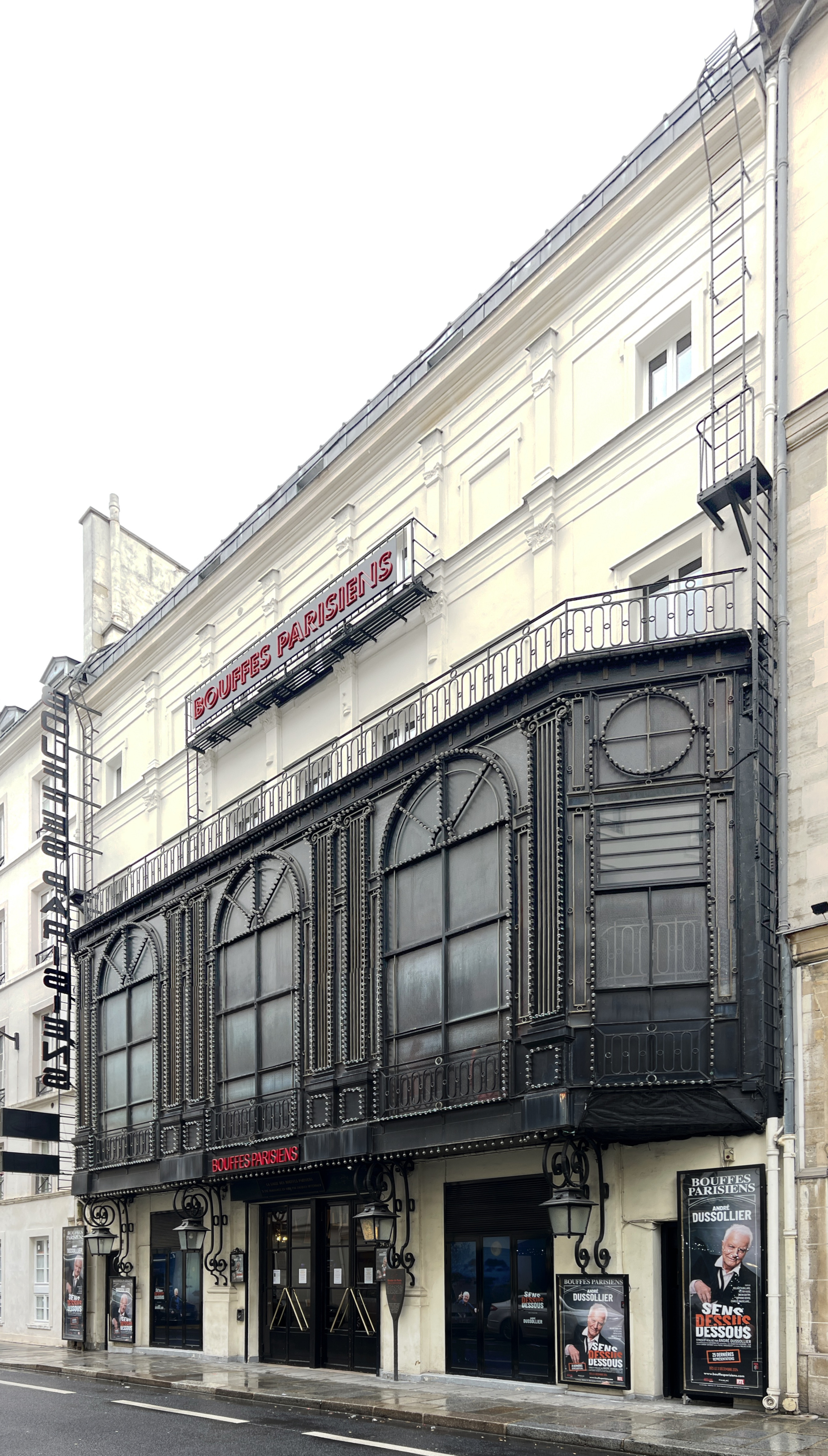
Les dernières pièces des Branquignols sont jouées au théâtre des Bouffes-Parisiens.

Au théâtre, les Branquignols reviennent en décembre 1977 dans Le petit-fils du Cheik aux Bouffes-Parisiens. Une équipe de jeunes comédiens est engagée afin de renforcer l'équipe des « anciens » : Gérard Loussine, Nathalie Bleynie, Anne Villiers, Sophie Destaing, Isabelle Duby et Pierre Chosson,. De l'équipe originelle subsiste Colette Brosset, Christian Duvaleix, Jacques Legras, Micheline Dax et, dans le rôle principal, Pierre Olaf. En février 1978, les Branquignols célèbrent leur trentième anniversaire avec une grande fête dans ce même théâtre. La même année, Georges Perec cite les Branquignols dans le 454e des 480 souvenirs rassemblés dans son fameux Je me souviens.
À partir de la fin des années 1970, Robert Dhéry ne s'implique plus dans le cinéma, si ce n'est deux rôles dramatiques. Il déclare à cette époque : « Le moins que l’on puisse dire, c'est que je suis un cinéaste qui n'encombre pas le marché puisqu'en quinze ans je n'ai réalisé que quatre films ! Je tournerais volontiers davantage, seulement je suis le contraire d'un businessman, et pour monter un film il est préférable d’avoir le sens des affaires. De plus, j'avais beaucoup aimé travailler en collaboration avec Pierre Tchernia, et je regrette que ses multiples activités ne lui aient pas permis de retravailler avec moi par la suite, d'autant que j'aime beaucoup travailler en équipe… En tant qu'acteur, le cinéma ne fait pratiquement jamais appel à moi, car les réalisateurs partent du principe que je peux faire mes films moi-même. Je le regrette car j'adore jouer dans la mise en scène des autres. C'est merveilleux d'être dirigé par quelqu’un ! Quand cela m'arrive, je suis le roi, d’autant plus que tout faire soi-même représente énormément de boulot. Ainsi, un de mes plus grands regrets au cinéma, c’est de ne pas avoir joué dans un film de Jacques Tati car j'adore son univers ». Il n'écrit plus de spectacles mais continue de mettre en scène des pièces d'autres auteurs. 
Affaibli par des problèmes cardiaques, Robert Dhéry se met en retrait du métier à la fin de la décennie suivante. Au cours des années 1980 et 1990, les films des Branquignols restent régulièrement diffusés à la télévision. La Belle Américaine bénéficie même d'une colorisation,. Les anciens spectacles paraissent également en vidéo, notamment la reprise de Branquignols de 1975 publiée en VHS à l'approche du cinquantenaire de la troupe. En 1997-98, au théâtre de la Michodière, une nouvelle génération de comédiens rend hommage à la troupe lors d'un spectacle revisitant le Branquignols original de 1948, mis en scène par Mathieu Mathelin, petit-fils de Dhéry et Brosset,,. Christian Marin, Pierre Tornade, Michel Serrault, Jacques Legras, Colette Brosset, Christiane Minazzoli, Micheline Dax, Pierre Tchernia et Gérard Calvi se retrouvent pour une photo avec la relève, une réunion à laquelle Dhéry n'a pas la santé pour participer. Par la suite, la notoriété de la troupe, pourtant très populaire dans les années 1950 et 1960, s'estompe avec le temps, à l'exception de rares hommages ou d'évocations de la carrière de ses plus illustres membres.

## Théâtre
- 1946 : Hôtel des neiges, première pièce réunissant la future troupe des Branquignols au Théâtre Agnès Capri. Pièce de Robert Boissy, mise en scène par Robert Dhéry, avec Agnès Capri, Colette Brosset, Christian Duvaleix, Pierre Destailles, Renaud-Marie et Claire Gérard.
- 1948 : Les Branquignols, premier spectacle au Théâtre La Bruyère : textes de Francis Blanche, musique de Gérard Calvi, avec Annette Poivre, Rosine Luguet, Pierrette Rossi, Micheline Dax, Raymond Bussières, Christian Duvaleix, Jean Carmet, Robert Dhéry et Colette Brosset .
- 1951 : Du-Gu-Du[34], nouveau spectacle au Théâtre La Bruyère, texte d'André Frédérique, musique de Gérard Calvi, Michel Serrault et Jean Richard et Annie Girardot rejoignent la troupe.
- 1952 : Bouboute et Sélection de Robert Dhéry, mise en scène Robert Dhéry, avec Robert Dhéry, Colette Brosset, Roger Saget, Albert Rémy, Pierre Mondy, Gérard Calvi, Louis de Funès, Théâtre Vernet.
- 1954 : Ah ! les Belles Bacchantes, spectacle des Branquignols, Théâtre Daunou.
- 1957 : Pommes à l'anglaise de Robert Dhéry, Colette Brosset, musique Gérard Calvi, Théâtre de Paris.
- 1965 : La Plume de ma tante de Robert Dhéry, Colette Brosset, musique Gérard Calvi, Théâtre des Variétés.
- 1971 : Vos gueules, les mouettes ! de et mise en scène Robert Dhéry, lyrics Françoise Dorin, musique Gérard Calvi, théâtre des Variétés.
- 1973 : Les Branquignols, musique Gérard Calvi, mise en scène Robert Dhéry, Théâtre La Bruyère. Cette version a été partiellement filmée en vidéo K7.

## Cinéma
- 1949 : Branquignol, de Robert Dhéry. Ce premier film est d'emblée un succès avec 2 191 018 entrées.
- 1954 : Ah ! les belles bacchantes, de Jean Loubignac. On y retrouve l'essentiel de la troupe et quelques-uns de leurs numéros les plus célèbres. Le film réussira à attirer 2 629 305 personnes dans les salles.
- 1961 : La Belle Américaine, comédie de Robert Dhéry. Un ouvrier (Robert Dhéry) achète une magnifique voiture américaine. Ce film fut un gros succès et finira à la septième place du box-office français de l'année avec 3 500 866 entrées.
- 1964 : Allez France !, comédie de Robert Dhéry. La veille de son mariage et à l'insu de sa fiancée, Henri assiste au match de rugby Angleterre-France à Twickenham. Ce film remporta un certain succès, avec 2 612 535 entrées, terminant quatorzième du box office en 1964.
- 1965 : La Communale, film de Jean L'Hôte d'après son roman, avec Robert Dhéry, Yves Robert, Colette Brosset, Jacques Legras, Didier Haudepin, Jacques Dufilho, René-Louis Lafforgue, Tsilla Chelton, Pierre Palau, Fernand Ledoux…
- 1967 : Le Petit Baigneur, de Robert Dhéry. Ce film réunissait les acteurs habituels des Branquignols (Robert Rollis, Robert Dhéry, Colette Brosset et Jacques Legras) avec la nouvelle vedette du box-office français et membre des Branquignols Louis de Funès, ainsi qu'un de ses habituels complices, Michel Galabru. Le film est un triomphe et termine quatrième du box-office français de 1968 avec 5 542 796 entrées.
- 1974 : Vos gueules, les mouettes !, de Robert Dhéry. Le film fut un demi-succès, ne réunissant que 1 045 135 spectateurs.

### Documentaire
- Les Branquignols, une histoire du cinéma français de Roxane Legrain-Courtois, émission Mardis du cinéma sur France Culture, 20 septembre 1994 [écouter en ligne].